# Температура вибуху
Температура вибуху - максимальна температура, до якої нагріваються продукти хімічних реакцій, що протікають при вибуху. Залежить від складу вибухової речовини, параметрів заряду (розміри, щільність, вологість тощо) і умов підривання (наявність оболонки, спосіб ініціювання та ін.)
Температура вибуху для певних умов може бути розрахована або визначена експериментально. Для експериментального визначення використовують оптичні методи. Температура вибуху промислових ВР для гірничих робіт знаходиться в межах 2700-4200 °C, а запобіжних ВР, що містять теплопоглинальні добавки, в межах 900-2500 °C. Температура вибуху вибухового пилу вугілля 575-850 °С.
| Димний порох | Тенерес | Тротил | Гексоген | Октоген | Азид свинцю | Тетрил | ТЕН  | Гримуча ртуть | ТГА  |
| ------------ | ------- | ------ | -------- | ------- | ----------- | ------ | ---- | ------------- | ---- |
| 2380         | 3030    | 3060   | 3370     | 3380    | 3450        | 3530   | 4010 | 4350          | 4500 |